# Каранго
Каранго — река в России, протекает по территории Калевальского района Карелии. Впадает в озеро Топозеро. Длина реки — 16 км.
Исток — озеро Ситтоярви. Высота истока — 147,4 м над уровнем моря. Высота устья — 109,5 м над уровнем моря.
В верхнем течении Каранго протекает через озеро Карангоярви. В нижнем — через озеро Сеглимо.

## Данные водного реестра
По данным государственного водного реестра России относится к Баренцево-Беломорскому бассейновому округу, водохозяйственный участок реки — Ковда от истока до Кумского гидроузла, включая озёра Пяозеро, Топозеро. Речной бассейн реки — бассейны рек Кольского полуострова и Карелии, впадает в Белое море.